# Vibrio cholerae
Vibrio cholerae je původce cholery. Je to gramnegativní, dlouhá, fakultativně anaerobní pohyblivá tyčinka.

## Faktory virulence
Vibrio cholerae produkuje enterotoxin choleragen, který není invazivní, pouze adheruje na epitel střeva. ZOT toxin (zonulae occludentes toxin) rozrušuje tight junction (zonulae occludentes) mezi enterocyty.

## Patogenita
Přenáší se fekálně-orální cestou. Způsobuje průjmy vypadající jako rýžová voda. Zejména u dětí hrozí smrt z dehydratace a ztráta elektrolytů.

## Terapie
Hlavní je zajistit nakaženému dostatek tekutin. Vibrio cholerae je citlivé aminoglykosidům, zejména gentamycin.

## Historie
V roce 1854 izoloval bakterii italský anatom Filippo Pacini, což bylo o 30 let dříve, než německý mikrobiolog Robert Koch, který je často chybně považován za objevitele této bakterie.